# Guernsey (Wyoming)
Guernsey é uma cidade  localizada no estado norte-americano de Wyoming, no Condado de Platte.

## Demografia
Segundo o censo norte-americano de 2000, a sua população era de 1147 habitantes.
Em 2006, foi estimada uma população de 1121, um decréscimo de 26 (-2.3%).

## Geografia
De acordo com o United States Census Bureau tem uma área de
2,8 km², dos quais 2,8 km² cobertos por terra e 0,0 km² cobertos por água. Guernsey localiza-se a aproximadamente 1427 m acima do nível do mar.

## Localidades na vizinhança
O diagrama seguinte representa as localidades num raio de 60 km ao redor de Guernsey.